# Furileusauria
Furileusauria byl klad (vývojová skupina se společným předkem) abelisauridních teropodů, žijících v období svrchní křídy (geologický stupeň kampán až maastricht, asi před 84 až 66 miliony let) na území dnešní Jižní Ameriky (zejména pak z argentinské Patagonie). Někteří z nich dosahovaly značných rozměrů, například rod Pycnonemosaurus délky až 9 metrů.

## Rozšíření a popis

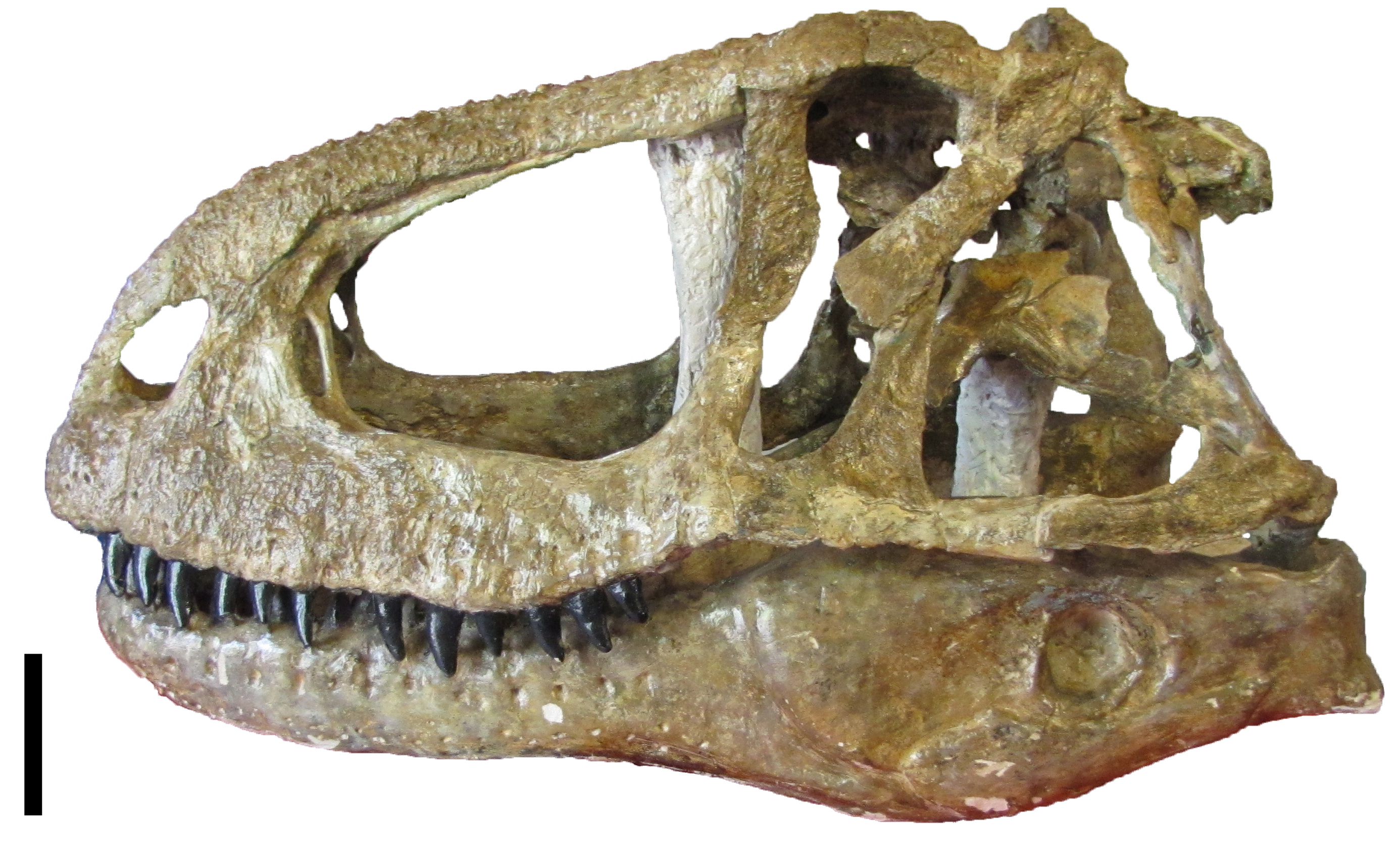
Lebka rodu Abelisaurus.

V současnosti známe zástupce této skupiny pouze z Jižní Ameriky (státy Argentina a Brazílie). Jedná se celkem o sedm rodů vývojově vyspělých abelisauridů, postupně dle abecedního pořadí jsou to rody Abelisaurus, Aucasaurus, Caletodraco, Carnotaurus, Llukalkan, Pycnonemosaurus, Quilmesaurus, Tralkasaurus a Viavenator. Tento klad byl formálně stanoven v roce 2016.
Průměrná délka zástupců této čeledi činí přibližně 7,1 (+- 2,1) metru. Jednalo se tedy o středně velké až větší teropodní dinosaury.